# 兵庫県道231号都志港線
兵庫県道231号都志港線（ひょうごけんどう231ごう としこうせん）は、兵庫県洲本市を通る一般県道である。

## 概要
都志港から兵庫県道31号福良江井岩屋線交点に至る。

### 路線データ
- 起点：洲本市五色町都志万歳（都志港）
- 終点：洲本市五色町都志万歳（兵庫県道31号福良江井岩屋線交点）
- 総延長：591 m

## 地理

### 通過する自治体
- 洲本市

### 交差する道路
| 交差する道路               | 交差する場所   | 交差する場所 |
| -------------------------- | -------------- | ------------ |
| 兵庫県道31号福良江井岩屋線 | 五色町都志万歳 | 終点         |

### 沿線
- 都志港
- 洲本市立都志小学校